# 罗江区
罗江区是中国四川省德阳市所辖的一个市辖区。总面积447.88平方公里，人口約21万人。

## 沿革
- 民國三十一年(1942)，調整插花地時，彰明縣筒馬鄉1-4保41甲(筒車寺四個保)劃歸羅江縣略坪鄉管轄，原筒馬鄉一保為略坪鄉二十二保，筒馬鄉二保為略坪鄉二十三保，筒馬鄉三保為略坪鄉二十四保，筒馬鄉四保為略坪鄉二十五保。現廣富鎮的齊心村、紅星村、同樂村、高玉村附近即為原彰明縣的四保[2][3]。
- 1952年，從羅江縣蟠龍鄉劃出8個村、中江縣金鑼鄉劃出3個村置羅江縣通江鄉。
- 1956年11月，綿陽縣玉皇鄉(今綿陽市涪城區玉皇鎮)第二村劃屬羅江縣。
- 1959年經省人委第七次行政會議討論通過，上報國務院，3月22日國務院以議程字第6號（『撤銷羅江縣，將原縣的行政區域分別劃歸綿陽、德陽、安縣3縣』，但何地劃入綿陽不詳）決定撤銷羅江縣，將原羅江所屬河清、寶林兩鄉行政區域劃歸安縣，其餘所屬萬安、御營，白馬，蟠龍，通江、鄢家、回龍、新盛、德安，慧覺、金山，大井、略坪、文星等十四個鄉和一個城關鎮的行政區域，全部劃歸德陽縣。並將原羅江縣城關鎮更名為德陽縣羅江鎮[4]。
- 1984年，撤銷德陽縣設立德陽市市中區。
- 1996年8月3日，國務院國函（1996）63號文批覆四川省人民政府；1996年9月2日，四川省人民政府川府函（1996）574號文批覆德陽市人民政府；1996年10月7日，德陽市人民政府德府函（1996）69號文批覆德陽市市中區人民政府：撤銷德陽市市中區，設立旌陽區和羅江縣。羅江縣轄的羅江、略坪、金山、鄢家、蟠龍、德安、新盛、慧覺、御營、文星10個鎮，大井、廣福、回龍、白馬關4個鄉，縣政府駐羅江鎮。同年12月10日，羅江縣正式掛牌。
- 2017年8月，国务院批复同意撤销罗江县，设立罗江区。[5]

## 人口
根据德阳市第七次全国人口普查公报显示：罗江区常住人口为209088人，男性人口占比49.73%，女性人口占比50.27%，年龄结构中0-14岁占比12.45%，15-59岁占比61.17%，60岁以上占比26.38%，65岁以上占比20.63%。

## 行政区划
罗江区下辖7个镇：
万安镇、鄢家镇、金山镇、略坪镇、调元镇、新盛镇和白马关镇。

## 特产
罗江花生：中国地理标志产品。